# (26151) Irinokaigan
(26151) Irinokaigan – planetoida z pasa głównego asteroid okrążająca Słońce w ciągu 3 lat i 296 dni w średniej odległości 2,44 j.a. Została odkryta 2 października 1994 roku w oberwatorium w Geisei przez Tsutomu Sekiego. Nazwa planetoidy pochodzi od Irino kaigan, plaży w Kuroshio w prefekturze Kōchi. Przed nadaniem nazwy planetoida nosiła oznaczenie tymczasowe (26151) 1994 TT3.